# Pantoclis hirtistilus
Pantoclis hirtistilus är en stekelart som beskrevs av Jean-Jacques Kieffer 1909. Pantoclis hirtistilus ingår i släktet Pantoclis, och familjen hyllhornsteklar. Arten är reproducerande i Sverige.